# 建中靖国
建中靖国（1101年）是宋徽宗赵佶的第一個年号。北宋使用这个年号共1年。

## 年號含義
“建中”意即“建立中正（不偏不倚）之道”、“靖国”指消除党爭，使社稷安定。

## 改元
- 元符三年——十一月十三日，有詔明年改元建中靖國。[2][3]
- 建中靖國元年——十二月二十三日，有詔明年改元崇寧。[4][5]

## 紀年對照表
| 建中靖国 | 元年   |
| -------- | ------ |
| 公元     | 1101年 |
| 干支     | 辛巳   |

## 同期存在的其他政权年号
- 中國
  - 壽昌（1095年－1101年）：遼朝—遼道宗耶律洪基之年號
  - 乾統（1101年－1110年）：遼朝—遼天祚帝耶律延禧之年號
  - 貞觀（1101年－1113年）：西夏—夏崇宗李乾順之年號
  - 明开（1097年－1102年）：大理—段正淳之年號
- 越南
  - 龍符元化（1101年－1109年）：李朝—李乾德之年號
- 日本號
  - 康和（1099年－1104年）：堀河天皇之年号

## 深入閱讀
- 李崇智. . 北京: 中華書局. 2004年12月. ISBN 7101025129.
- 鄧洪波. . 臺北: 國立臺灣大學東亞經典與文化研究計劃. 2005年3月  [2021-11-19]. ISBN 9789860005189. （原始内容 (pdf)存档于2007-08-25）.

| 前一年號： 元符 | 北宋年号 | 下一年號： 崇宁 |